# The Magical World of Rock
The Magical World of Rock är ett livealbum av den kanadensiska artisten Danko Jones, utgivet på Bad Taste Records 15 november 2011. Skivan är ett spoken word-album, där sångare och gitarristen Danko Jones ger sin syn på rockmusiken.

## Låtlista
1. "Public Speaker"
2. "The Professional"
3. "The Magical World of Rock"
4. "The Godfather of Rock'n'Soul"
5. "Ronnie"
6. "The Ozzygraph Session"

### Fotnoter
1. ↑  ”The Magical World of Rock”. Bad Taste Records. Arkiverad från originalet den 29 juni 2011. https://web.archive.org/web/20110629124251/http://www.badtasterecords.se/records.asp?id=250. Läst 6 maj 2012.